# Nationalsozialistische Massenkundgebung 1939 im Madison Square Garden
Am 20. Februar 1939 fand in New York City eine nationalsozialistische Massenkundgebung im Madison Square Garden statt. Vor über 20.000 Zuhörern sprach als einer der Hauptredner Fritz Julius Kuhn, Führer des nationalsozialistisch gesinnten Amerikadeutschen Bundes.

## Ablauf

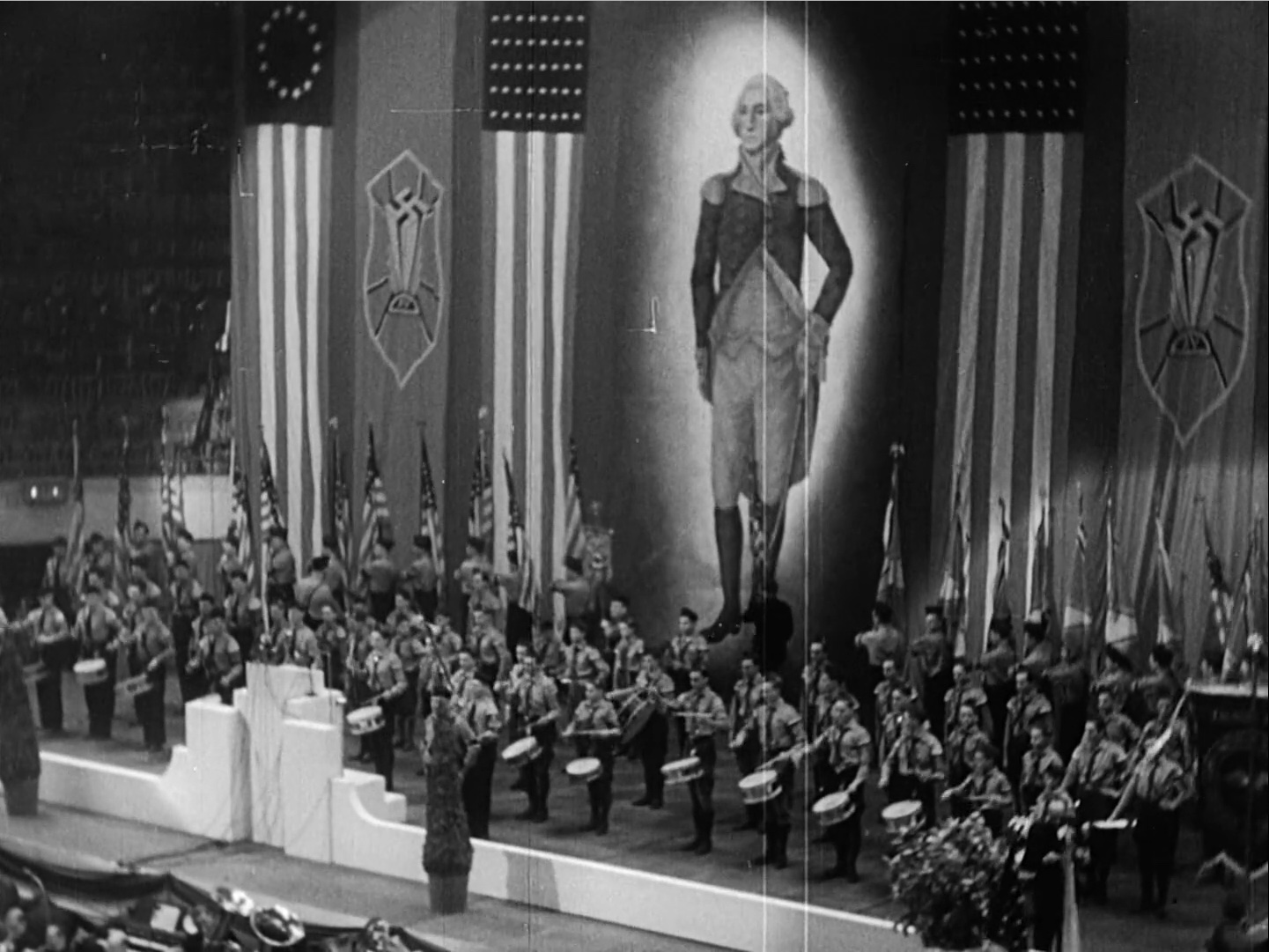
Kundgebung im Madison Square Garden

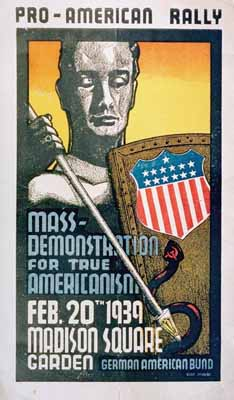
Ankündigung der Kundgebung

Die Kundgebung fand zu einem Zeitpunkt statt, als der Amerikadeutsche Bund rückläufige Mitgliederzahlen aufwies. Kuhn hoffte, dass eine medienwirksame Großveranstaltung diese Entwicklung rückgängig machen würde. Der Bund stand in New York in schlechtem Ansehen, und Kritiker forderten ein Verbot der Veranstaltung. Bürgermeister Fiorello La Guardia genehmigte jedoch die Veranstaltung mit Hinweis auf die Redefreiheit. Die Veranstaltung war als „Massendemonstration für wahren Amerikanismus“ angekündigt und fand zwei Tage vor Washington’s Birthday statt. Obwohl Kuhn den Veranstaltungsort nur gegen die Zusage, keine antisemitischen Symbole und Reden zuzulassen, hatte buchen können, prangte auf der Bühne ein zehn Meter hohes Porträt von George Washington, beidseitig von amerikanischen Flaggen und Hakenkreuz-Symbolik flankiert. Die Führung des Madison Square Garden vermied jedoch die Konfrontation und ließ den Veranstalter gewähren. Während einige Männer des Ordnungsdienstes in schäbigen Uniformen erschienen, trugen die übrigen Bund-Mitglieder ebenfalls amerikanische Flaggen und Hakenkreuz-Fahnen und zeigten den Hitlergruß, der in seiner Gestik dem damals in den USA üblichen Bellamy-Gruß ähnelte.
Vor der Halle versammelten sich Tausende von Gegendemonstranten. In seiner Rede verglich Kuhn Adolf Hitler mit Präsident George Washington und griff Franklin D. Roosevelt scharf an. Dabei attackierte er den amerikanischen Präsidenten Franklin D. Roosevelt als jüdischen Bolschewisten, nannte ihn „Frank D. Rosenfeld“ und bezeichnete Roosevelts New Deal als „Jew Deal“. Im Saal war Kuhns parteieigener uniformierter „Ordnungs-Dienst“ mit 3000 Mann präsent, was auch als ein Signal der Stärke an die Außenwelt dienen sollte, und ging während seiner Rede im Stil der SA gegen Störer vor. Dazu zählte auch ein jüdischer Hilfsarbeiter namens Isadore Greenbaum (1912–1997), der mit dem Ruf „Nieder mit Hitler“ die Bühne zu stürmen versuchte, als Kuhn in seiner Rede die jüdische Gemeinde attackierte.
Die Führung von Hitler-Deutschland und die Parteiorgane verneinten Verbindungen zum Amerikadeutschen Bund zu haben. Dies stände der Leitlinie entgegen, sich in die inneren Angelegenheiten anderer Nationen nicht einzumischen, hieß es in einer offiziellen Stellungnahme von Reichsregierung und Partei. Andere Zeitungen im Dritten Reich wie Der Angriff legten sich hingegen weniger Zurückhaltung auf und titelten über die Ereignisse rund um die Massenkundgebung Jüdischer Terror in New York.
Die Veranstaltung wurde mit knapp 2000 Polizisten abgesichert. Es gab 13 Festnahmen unter den Gegendemonstranten wegen ungebührlichen Verhaltens und acht geringfügig Verletzte, darunter vier Polizeibeamte. Gegen 21:30 versuchten etwa 500 Protestierende die Polizeikette zu durchbrechen. Die größten Tumulte ereigneten sich gemäß dem Bericht der New York Times, als die Besucher der Kundgebung nach 23:15 den Garden verließen. Die Gegendemonstration hatte 50.000 Teilnehmer und wurde von der Socialist Workers Party organisiert.

## Folgen
Greenbaum wurde von der New Yorker Polizei verhaftet und vor Gericht gestellt. Er wurde zu einer Geldstrafe von 25 US-Dollar verurteilt, die tags darauf von Unterstützern bezahlt wurde, worauf er aus der Haft entlassen wurde.
Unmittelbar nach der Kundgebung im Madison Square Garden erlebte der Amerikadeutsche Bund einen schnellen Niedergang. Im Laufe des Jahres 1939 wurde Kuhn wegen Fälschung und Veruntreuung einer fünfstelligen Summe vor Gericht gestellt und ins Gefängnis Sing Sing verbracht. Als Bund-Führer wurde er durch den Propagandachef Gerhard Wilhelm Kunze ersetzt.

## Rezeption
Die Kundgebung im Madison Square Garden wurde zunächst in The Nazis Strike, dem zweiten Teil der siebenteiligen Propaganda-Filmreihe Why We Fight von 1943, unter der Regie von Frank Capra dokumentiert.
Im Jahr 2018 veröffentlichte Marshall Curry in Zusammenarbeit mit Laura Poitras und Charlotte Cook einen Dokumentar-Kurzfilm mit dem Titel A Night at the Garden, in dem mit Hilfe von Archivmaterial die Ereignisse im Jahr 1939 dokumentiert werden.